# Динамо-Тималь
МФК «Динамо-Тималь» — российский мини-футбольный клуб из Уфы, существовавший в 2006—2009 годах. До 2007 года назывался «СОКЛ-Тималь».

## История
В 2006 году «СОКЛ-Тималь» был заявлен в Высшую лигу. По окончании сезона, после отказа «Саратова» от участия в Суперлиге, клуб из Уфы ответил согласием на предложение АМФР попробовать свои силы в элитном дивизионе. Дебютные два сезона в элите клуб, сменивший название на «Динамо-Тималь», завершил на последнем месте.
4 сентября 2009 года, за день до начала очередного чемпионата, уфимский клуб снялся с соревнований из-за отсутствия в городе зала, соответствующего требованиям Суперлиги (зал ФСО «Динамо», где выступала команда два сезона, занят волейбольным клубом «Урал»).

## Выступления в чемпионатах России
| Сезон     | Лига             | Занятое Место |
| --------- | ---------------- | ------------- |
| 2006-2007 | Высшая лига (II) | 5             |
| 2007-2008 | Суперлига (I)    | 13            |
| 2008-2009 | Суперлига (I)    | 12            |

## Известные игроки
- Сергей Томаров
- Александр Метёлкин
- Николай Плахов
- Максим Копейкин
- Рустам Умаров